# Theridion subitum
Theridion subitum là một loài nhện trong họ Theridiidae.
Loài này thuộc chi Theridion. Theridion subitum được Octavius Pickard-Cambridge miêu tả năm 1885.